# Nejapa
Nejapa è un comune del dipartimento di San Salvador, in El Salvador.

## Amministrazione

### Gemellaggi
- Santa Ana
- Coslada
- Tres Cantos